# Macromitrium cancellatum
Macromitrium cancellatum är en bladmossart som beskrevs av Xiong Yuan-xin 2000. Macromitrium cancellatum ingår i släktet Macromitrium och familjen Orthotrichaceae. Inga underarter finns listade i Catalogue of Life.